# Verordnung (EG) Nr. 2201/2003 (Brüssel IIa)
Die Verordnung (EG) Nr. 2201/2003 des Rates über die Zuständigkeit und die Anerkennung und Vollstreckung von Entscheidungen in Ehesachen und in Verfahren betreffend die elterliche Verantwortung und zur Aufhebung der Verordnung (EG) Nr. 1347/2000, Kurzbezeichnungen EuEheVO oder Brüssel IIa-Verordnung, vom 27. November 2003 regelt die internationale Zuständigkeit der Gerichte innerhalb der europäischen Union (mit Ausnahme Dänemarks) in Ehe- und Kindschaftssachen.
Diese Verordnung wurde ab dem 1. August 2022 durch die Verordnung (EU) 2019/1111 ersetzt (Brüssel IIb).

## Geschichte
Ein EG-Übereinkommen vom 28. Mai 1998 nach Vorbild des EuGVÜ zur Regelung des Eherechts trat nie in Kraft. Stattdessen wurde das als rein völkerrechtliches Abkommen geplante Übereinkommen als Verordnung (EG) Nr. 1347/2000 erlassen. Dies wurde schon bald überarbeitet und um eine umfangreichere Regelung des Kindschaftsrechts ergänzt und als Verordnung (EG) Nr. 2201/2003 erlassen.

## Kompetenz
Die Verordnung beruht auf der in Art. 81 Abs. 2 a AEUV eingeräumten Kompetenz. Ob diese ausreicht, ist umstritten.
Es gibt immer wieder Beschwerden beim Petitionsausschuss, dass die Gerichte die Umsetzung internationaler Urteile verweigern.

## Regelungen
Zu den inhaltlichen Regelungen: → Internationales Zivilverfahrensrecht (EU)

## Konsultation der Kommission
Vom 15. April bis zum 18. Juli 2014 lief eine Konsultation durch die Europäische Kommission. Die Ergebnisse sollen veröffentlicht werden.